# Dimecres de cendra
El Dimecres de Cendra (dies cinerum) és el primer dia de la quaresma als calendaris litúrgics catòlic i anglicà, com també als de diverses denominacions protestants (luterana, metodista, presbiteriana i certes denominacions baptistes). Se celebra quaranta-sis dies abans del diumenge de Pasqua. Aquesta diada pot variar anualment segons com se celebri la Pasqua, la qual ha de coincidir amb el primer diumenge després de la primera lluna plena de primavera. Per tant, el Dimecres de Cendra pot oscil·lar entre el 4 de febrer i el 10 de març.
La Quaresma, un costum que es va fixar al segle iv, són els quaranta dies d'abans de la Pasqua, tot emmirallant-se en els quaranta dies que Jesús va passar al desert, a on va arribar a ser temptat pel dimoni. Als segles VI i VII el dejuni va anar adquirint importància com a pràctica quaresmal. Com que el diumenge es commemora la resurrecció de Crist i, per tant, no és pràctica habitual fer-hi dejuni, els cristians només en feien de dilluns a dissabte (sis dies) i al llarg de sis setmanes, així com de dimecres a dissabte durant la setmana precedent, de manera que es cobria el període de quaranta dies. Això va comportar que l'inici de la Quaresma s'avancés al dimecres previ al primer dissabte del període.

## Litúrgia del Dimecres de Cendra
Aquesta diada, que per als catòlics és dia de dejuni (igual que el Divendres Sant), s'imposa un polsim de cendra al cap dels fidels que van a missa. Segons la tradició, la cendra s'ha d'obtenir a partir de la cremació dels llorers i palmons beneïts el diumenge de Rams de l'any litúrgic anterior i ha de ser imposada al cap dels fidels en forma de creu (modernament, en alguns llocs, a les mans per no embrutar-los). La denominació prové d'època tardana (segle X).
La imposició de la cendra, un ritu oriental de dolor i penitència, és un signe que ja trobem a l'Antic Testament, com podem veure al profeta Jonàs (3:1-10) i també al llibre d'Ester (4:3). L'Església primitiva només imposava la cendra als pecadors públics que se sotmetien al ritu, i eren trets del temple després de la imposició. La reconciliació es feia el matí del Dijous Sant. El papa Urbà VI hauria estès, l'any 1091, la imposició de la cendra a tots els fidels com a inici del temps quaresmal.
La cendra és símbol de caducitat de la condició humana, signe penitencial i de conversió, que ha de ser l'aspecte dominant durant tota la quaresma. Durant la imposició de la cendra als cristians el sacerdot pronuncia les paraules: "Memento, homo, quia pulvis es, et in pulverem reverteris", és a dir: "Recorda, home, que ets pols, i en pols has de tornar".
Popularment, també és conegut com a dia de la cendra o s'hi refereix amb l'expressió avui és cendra.

## Tradicions

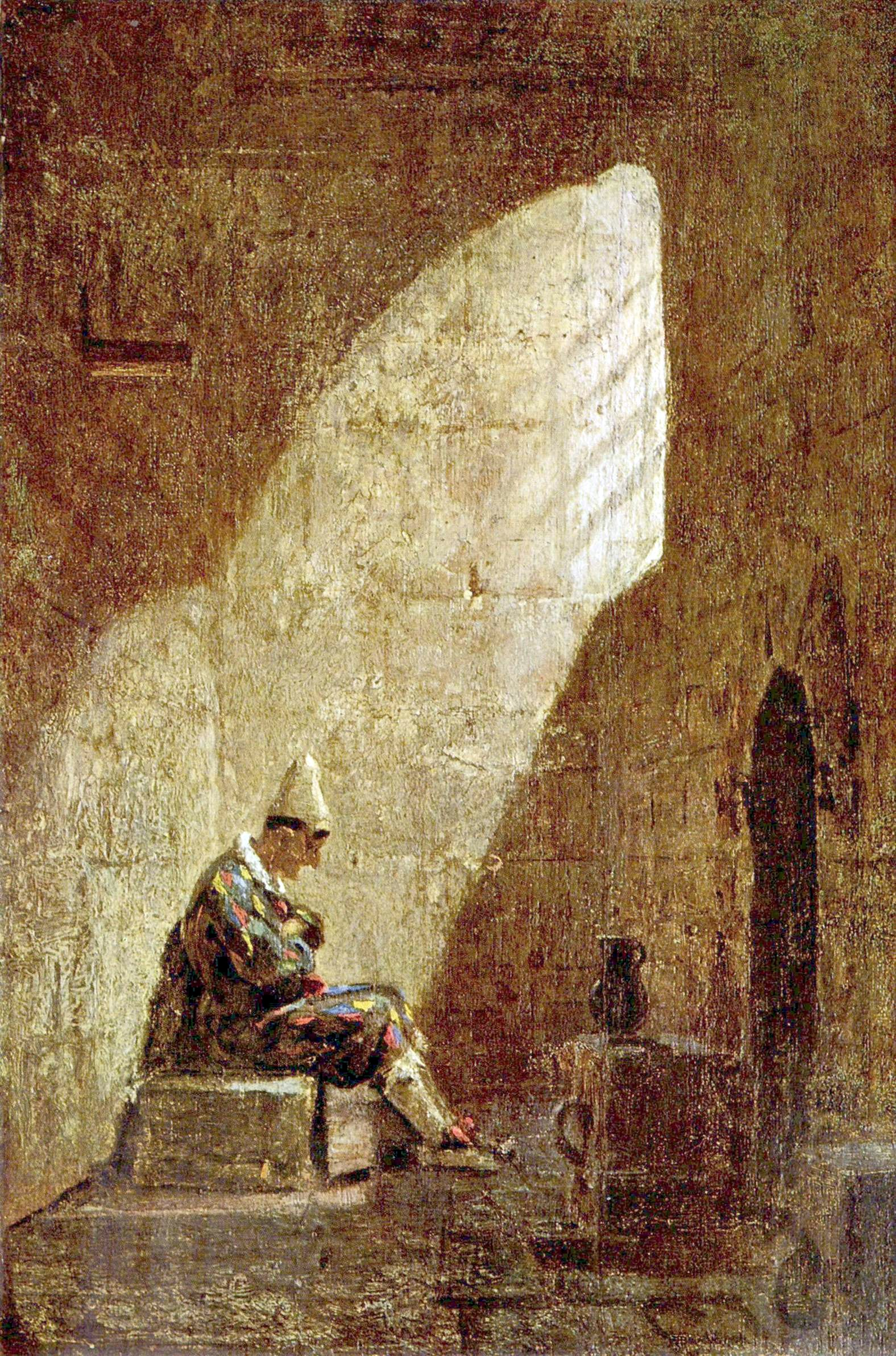
Dimecres de cendra de Carl Spitzweg: el final del carnaval

En molts municipis de Catalunya té lloc l'enterrament de la sardina el mateix Dimecres de Cendra. Estem davant l'últim acte del Carnaval, que tanca tot el cicle de gresca i xerinola que ha omplert els carrers de moltíssimes poblacions de colors, música i disbauxa. En origen, l'enterrament de la sardina el trobem a la tradició ja perduda de sortir als afores a berenar el darrer dia de Carnaval per tal de posar fi al període de festa.
Tot i que cada municipi celebra l'enterrament de la sardina d'una forma diferent, en moltes poblacions es duu a terme una representació de la mort d'en Carnestoltes i –el rei del Carnaval i que presideix totes les activitats de festa–, seguida d'una plorada general, una processó amb el cos d'en Carnestoltes i, finalment, una sardinada popular.

## Dates del Dimecres de Cendra del 2015 al 2026
El Dimecres de Cendra és una festivitat movible, que té lloc 46 dies abans del diumenge de Pasqua. En els pròxims anys, el Dimecres de Cendra, i els diumenges de Rams i de Pasqua, s'escauran a les següents dates:

| any  | Dimecres de Cendra | diumenge de Rams | diumenge de Pasqua |
| ---- | ------------------ | ---------------- | ------------------ |
| 2015 | 18 de febrer       | 29 de març       | 5 d'abril          |
| 2016 | 10 de febrer       | 20 de març       | 27 de març         |
| 2017 | 1 de març          | 9 d'abril        | 16 d'abril         |
| 2018 | 14 de febrer       | 25 de març       | 1 d'abril          |
| 2019 | 6 de març          | 14 d'abril       | 21 d'abril         |
| 2020 | 26 de febrer       | 5 d'abril        | 12 d'abril         |
| 2021 | 17 de febrer       | 28 de març       | 4 d'abril          |
| 2022 | 2 de març          | 10 d'abril       | 17 d'abril         |
| 2023 | 22 de febrer       | 2 d'abril        | 9 d'abril          |
| 2024 | 14 de febrer       | 24 de març       | 31 de març         |
| 2025 | 5 de març          | 13 d'abril       | 20 d'abril         |
| 2026 | 18 de febrer       | 29 de març       | 5 d'abril          |

El 4 de febrer és la data més primerenca en què pot tenir lloc el Dimecres de Cendra (la qual cosa implica que la Pasqua s'escaurà el 22 de març). Aquesta ocurrència es va donar el 1573, 1668, 1761 i el 1818, i es tornarà a donar l'any 2285.
El 10 de març és la data més tardana (la qual cosa implica que la Pasqua s'escaurà el 25 d'abril). Aquesta ocurrència es va donar el 1546, 1641, 1736, 1886 i el 1943, i es tornarà a donar l'any 2038. El Dimecres de Cendra no ha tingut mai lloc el dia de bixest (29 de febrer) d'un any de traspàs i no hi tindrà fins al 2096. Els únics anys del tercer mil·lenni en què el Dimecres de Cendra tindrà lloc el 29 de febrer són el 2468, 2688, 2840 i el 2992: el Dimecres de Cendra s'escau en 29 de febrer només si la Pasqua té lloc el 15 d'abril d'un any de traspàs.